# Frau Doktor kann’s nicht lassen
Frau Doktor kann’s nicht lassen (Originaltitel: Pierino aiutante messo comunale… praticamente spione, auch L’infermiera di campagna, Alternativtitel: (Black Emmanuelle) Eine Frau für alle Fälle) ist eine italienische Erotik-Filmkomödie von Mario Bianchi aus dem Jahr 1978. Im Englischen erschien der Film auch unter den Titeln Emanuelle in the Country und Country Nurse.

## Handlung
Die schöne Doktorin Fatima tritt in einem kleinen Städtchen an ihrem neuen Arbeitsplatz an, was der einheimischen, männlichen Bevölkerung tüchtig den Kopf verdreht. Die beiden einander feindlich gesinnten politischen Gegner Ramolo Rosio und Herr Lamprati machen sich derweil das Leben gegenseitig schwer, da die Wahl des Bürgermeisters bevorsteht. Ihre Sprösslinge Marcel Rosio und Susi Lamprati haben sich dagegen heimlich ineinander verliebt und planen zu heiraten.
Eines Tages kommt dem listigen Lamprati ein geschickter Einfall. In der irrtümlichen Annahme, Marcel (der sich mit Fatima angefreundet hat und der von einem Spanner mit Fatimas Verlobtem Daniel verwechselt wurde) hätte ein Verhältnis mit der neuen Doktorin, plant der Listige die beiden in flagranti zu ertappen, um so auch den Ruf von Marcels Vater Ramolo zu belasten. Marcel bekommt Wind von der Sache und lässt sich zusammen mit Susi erwischen, was die beiden Väter dazu zwingt, der Heirat zuzustimmen, da sie einen Skandal vermeiden wollen. Zu guter Letzt bekommt Marcel dann doch noch ein heimliches Erlebnis von und mit der Frau Doktor geschenkt.

## DVD-Veröffentlichung
Das Werk wurde am 24. Februar 2009 auf DVD veröffentlicht.